# Wurmsamen
Der Wurmsamen (Artemisia cina), auch Zitwerbeifuß, Zitwerblüte, Zitwersamen oder Wurmsaat genannt, ist eine Pflanzenart aus der Gattung Artemisia innerhalb der Familie der Korbblütler (Asteraceae). Sie stammt aus den Gebieten der ehemaligen Sowjetunion und wird als Arznei- und Zierpflanzen verwendet.

## Beschreibung

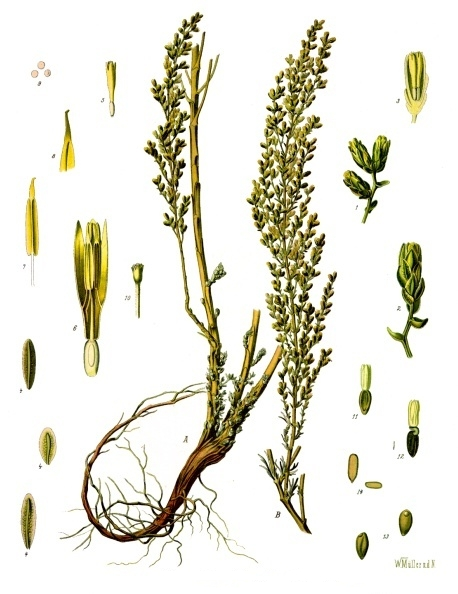
Illustration aus Köhler’s Medizinalpflanzen: Wurmsamen. A B Pflanze zur Blüthezeit in natürl. Grösse, nach einem Exemplare, welches der mit der Einrichtung der Santoninfabrik in Tschimkent in Turkestan beauftragte Ingenieur Herr Ludwig Wolfgang Knapp an Herrn Professor Flückiger nach Strassburg gesendet hat. Herr Professor Flückiger hatte uns diese Pflanze behufs Abbildung gütigst zur Verfügung gestellt. 1 u. 2 Blüthenköpfchen, vergrössert; 3 Blüthenköpfchen im Längsschnitt, desgl.; 4 Hüllblättchen, desgl.; 5 einzelnes Blüthchen, desgl.; 6 dasselbe im Längsschnitt, stärker vergrössert;7 Staubgefäss, desgl.; 8 oberer Theil des Beutels mit Connektiv, desgl.; 9 Pollen unter Wasser, desgl.; 10 Griffel mit Narbe desgl.; 11 u. 12 in der Fruchtbildung weiter vorgeschrittener Fruchtknoten mit der alle Blüthchen dieses Stadiums eignen Umbiegung des unteren Theiles der Kronenröhre, natürl. Grösse und vergrössert; 13 u. 14 Achäne ganz und zerschnitten, desgl.

### Vegetative Merkmale
Der aromatische Wurmsamen ist eine einjährige bis ausdauernde, krautige Pflanze bis Halbstrauch, die eine Wuchshöhe von bis über 60 Zentimetern erreicht. Diesen halbstrauchigen Wuchs hat diese Pflanze mit den Arten Wermut, Estragon und Eberraute gemeinsam, welche alle drei derselben Pflanzengattung wie der Wurmsamen angehören. Die gestielten bis sitzenden, fiderschnittigen bis einfachen (Tragblätter) Laubblätter sind wechselständig und leicht gräulich behaart.

### Generative Merkmale
In Gesamtblütenständen stehen viele achselständige körbchenförmige Teilblütenstände zusammen. Die kleinen Körbchen mit drüsiger, mehrreihiger Hülle enthalten nur wenige Blüten. Die Hüllblätter sind gekielt und hautrandig. Die kleinen, duftenden und gelben Röhrenblüten ohne Kelch sind zwittrig. Es werden Achänen ohne Pappus gebildet.

## Verbreitung
Artemisia cina ist in russischen und asiatischen Steppengebieten verbreitet, dies insbesondere in Kasachstan, Kirgisistan und der chinesischen Provinz Xinjiang.

## Taxonomie
Die Erstbeschreibung von Artemisia cina erfolgte 1863  durch deutschen Botaniker Otto Karl Berg im in Zusammenarbeit mit Carl Friedrich Schmidt geschaffenen Werk Darstellung und Beschreibung sämtlicher in der Pharmacopoea borussica aufgeführten officinellen Gewächse …, 4, Tafel 29. Ein Synonym von Artemisia cina O.Berg ist Seriphidium cinum (O.Berg) Poljakov. Doch der akzeptierte Name ist Seriphidium cinum (O.Berg ex Poljakov) Poljakov

## Nutzung
Die im Handel erhältlichen Pflanzenteile stammen überwiegend aus Kasachstan.

### Wirkstoffe
Als Wirkstoffe wurden mehrere Sesquiterpenlactone isoliert, welche in den Blüten bis zu 6,5 % des Trockengewichtes ausmachen können. Aus dieser Stoffgruppe wurden α- und ϐ-Santonin sowie Artemisin als die Hauptinhaltsstoffe von Artemisia cina identifiziert.

### Verwendung
Der Name Wurmsamen (lateinisch Semen lumbricorum) deutet schon auf die Verwendung als Mittel gegen Würmer hin. Dass die noch geschlossenen Blütenköpfchen keine Samen sind, wurde erst im 17. Jahrhundert erkannt. Das in den Blüten von Artemisia cina enthaltene Santonin ist ein wirksames Entwurmungsmittel, das gegen Bandwürmer und andere Darmparasiten wie Madenwürmer und Spulwürmer eingesetzt wird. Die Substanzen wirken dabei anregend auf die Muskulatur der Würmer. Durch Überdosierungen kam es in den Zeiten, als noch keine sicheren Entwurmungsmittel verfügbar waren, häufig zu Vergiftungen. Daher sollte, falls eine Verwendung notwendig sein sollte, die Droge nur in Form von Fertigpräparaten angewendet werden.
Als Heilpflanze wird sie auch als Zitwerblüte gehandelt, ist aber mit der zu den Ingwergewächsen gehörenden Zitwerwurzel nicht verwandt.

### Symptomatik
Induziert durch den Wirkstoff Santonin führt eine Vergiftung zur Bewusstlosigkeit und epileptischen Anfällen. Bei einer Vergiftung tritt zunächst eine Sehstörung ein, der Betroffene ist nicht mehr in der Lage violett zu erkennen. Dadurch erscheint ihm seine Umgebung gelblich (Gelbsehen). Anschließend folgen starke Gallenbildung, Gelbsucht und Bauchschmerzen, sowie Durchfall, Übelkeit und Erbrechen. Des Weiteren treten Kältegefühle auf und es kommt zu vermehrtem Speichel- und Tränenfluss. Die Pupillen sind erweitert, Atemnot setzt ein und es kommt zu einer Hämaturie durch die auftretenden Nierenschäden. Außerdem treten Gesichtsmuskelkrämpfe und Lähmungen in den Beinen auf, begleitet von einer erniedrigten Körpertemperatur, Delirium und folgendem Koma und Tod. Letzterer tritt dabei durch Atemstillstand ein. Zusätzlich zu den beschriebenen Symptomen wurden auch Halluzinationen, Benommenheit und Schwindel beschrieben.

### Pharmakologie
Die Hauptinhaltsstoffe von Artemisia cina sind neurotoxisch, psychoaktiv und sehr giftig (Ib), vor allem das Santonin. Dieses zeichnet sowohl für die neurotoxische als auch halluzinogene Wirkung von Artemisia cina verantwortlich. Santonin wirkt dabei auf Gehirn und Rückenmark und stimuliert die motorischen Zentren. Im Körper wird die Substanz zu Hydroxysantonin metabolisiert. Dieser Stoff bewirkt eine ausgeprägte Gelbfärbung des Urins. Eine Menge von etwa 10 g getrocknetem Blütenmaterial ist für einen erwachsenen Menschen tödlich. Die letale Dosis Santonin liegt dabei bei 15 mg/kg Körpergewicht. Für ein Kind können bereits 60–300 mg tödlich sein, wobei sich die Menge nicht auf ein Kilogramm Körpergewicht bezieht, sondern die Gesamtdosis angibt. Die LD50 für Mäuse ist mit 900 mg/kg bei oraler Aufnahme, 130 mg/kg bei intraperitonealer Applikation, sowie 180 mg/kg bei intravenöser Verabreichung.

### Erste Hilfe und klinische Therapie
Als Sofortmaßnahme erfolgt die Gabe von Aktivkohle und Natriumsulfat. Außerdem sollte viel Flüssigkeit zugeführt werden. In der klinischen Therapie erfolgt nach der Aufnahme größerer Mengen eine Magenspülung, in der Regel mit 1 % Natriumpermanganat, ebenso die Applikation von Aktivkohle, Natriumsulfat und Polyethylenglykol 400., des Weiteren eine Elektrolytsubstitution und eine Azidosebehandlung mit Natriumbicarbonat. Eine Kontrolle und Überwachung der Nierenfunktion muss ebenfalls erfolgen. Treten Krämpfe auf, erfolgt die Verabreichung von Diazepam oder Thiopental. Kommt es zu Koliken, wird Atropin verabreicht und im Falle schwerer Vergiftungserscheinungen muss intubiert und künstlich beatmet werden.

## Trivialnamen
Im deutschsprachigen Raum werden oder wurden für diese Pflanzenart, zum Teil nur regional, auch die weiteren Trivialnamen Reinsaam (niederdeutsch), Sebersaat (Rendsburger Apotheke), Welsamen (mittelhochdeutsch), Welsonen, Wormkrud und Wormsaat (niederdeutsch) verwendet.